# Telaga Waru
Telaga Waru is een bestuurslaag in het regentschap West-Lombok van de provincie West-Nusa Tenggara, Indonesië. Telaga Waru telt 5425 inwoners (volkstelling 2010).